# Eidgenössisches Starkstrominspektorat
Das Eidgenössische Starkstrominspektorat ESTI (Inspection fédérale des installations à courant fort bzw. Ispettorato federale degli impianti a corrente forte) ist eine Aufsichts- und Kontrollbehörde in der Schweiz und eine besondere Dienststelle der Fachorganisation Electrosuisse, die 1897 errichtet wurde.
Die Aufgaben entstehen aus dem Vertrag zwischen dem Eidgenössischen Departement für Umwelt, Verkehr, Energie und Kommunikation und Electrosuisse sowie dem Vertrag zwischen der Schweizerischen Unfallversicherungsanstalt und Electrosuisse.
Die Geschäftseinheiten sind
- Planvorlagen
- Schwachstrominspektorat
- Inspektionen
- Bewilligung Sicherheitszeichen
- Marktüberwachung
- Sichere Elektrizität
- Rechtsdienst
- ESTI Romandie

Das ESTI ist berechtigt, die Schweiz in internationalen Gremien zu vertreten.
Das ESTI finanziert sich selbst aus seinen Gebühren.
Das ESTI führt ein Verzeichnis der erteilten Installations- und Kontrollbewilligungen. Des Weiteren führt das ESTI ein Verzeichnis der gültigen Bewilligungen des Sicherheitszeichens S+.